# Storia della Macedonia del Nord
La Repubblica della Macedonia del Nord è uno stato di recente formazione, separatosi nel 1991 dall'ormai morente Repubblica Socialista Federale di Jugoslavia.

## Periodo antico
Si sa che la regione che al giorno d'oggi  della Repubblica della Macedonia del Nord è stata abitata sin dal Neolitico, più precisamente tra il 7000 e il 3500 a.c. I primi abitanti della regione furono i pelasgi. I traci occuparono in seguito la parte orientale della Macedonia e gli illiri la parte occidentale. La maggior parte delle tribù della zona si originarono da un mix delle due etnie, come i peoni e i dardani.
Sotto Filippo II di Macedonia, (359–336 a.C.), gli antichi macedoni si espansero nel territorio dei peoni, dei traci e degli illiri. Tra le altre conquiste si annetterono la regione della Pelagonia e la Peonia meridionale (queste regioni corrispondono rispettivamente agli odierni comuni di Bitola e Gevgelija).
Nel 336 a.C. Filippo venne assassinato a Ege, trafitto da Pausania, un ufficiale della sua guardia, durante le nozze della figlia Cleopatra con Alessandro I d'Epiro. Pausania venne immediatamente ucciso dalle guardie macedoni. Seguendo il racconto tradizionale di Plutarco, sembrerebbe che della congiura fossero a conoscenza, se non direttamente coinvolti, sia Olimpiade che Alessandro, ed è inoltre possibile che l'assassinio sia stato istigato dal re di Persia, Dario III, appena salito sul trono.
Dopo la morte di Filippo, Alessandro, all'età di vent'anni, fu acclamato re dall'esercito e immediatamente si occupò di consolidare il suo potere facendo sopprimere i possibili rivali al trono. Con l'aiuto del generale Antipatro, consigliere del padre, prima operò in modo che come mandanti dell'omicidio del padre figurassero i principi della Lincestide. In seguito fece condannare a morte Aminta (figlio di Perdicca III e nipote dello stesso Filippo), e diversi fratellastri di Alessandro ed Euridice, giovane moglie di Filippo, il cui zio Attalo fu raggiunto da un sicario in Asia Minore.
Consolidato il suo potere in Macedonia iniziò a espandere la propria autorità nei Balcani, cominciando dai Greci. Arrivato a Larissa egli ribadì ai Tessali le proprie buone intenzioni nei loro confronti, offrendosi come protettore contro i Persiani. A un'assemblea della Lega Tessalica Alessandro fu eletto capo, gli venne affidata l'amministrazione delle entrate e gli fu promesso l'appoggio nella Lega Ellenica. Dal consiglio anfizionico, riunito per l'occasione alle Termopili, si fece eleggere hegemón (egemone) della Grecia, carica che precedentemente fu di suo padre e che, come lui volle, passò ai discendenti. Successivamente gli stati greci nella Lega di Corinto, eccetto Sparta, proclamarono Alessandro comandante delle loro forze contro la Persia. Il macedone, in tal modo, stava proseguendo il progetto di conquista di suo padre.
Appoggiato da tutti i Greci, Alessandro avviò la campagna dei Balcani contro i Triballi, a partire dalla primavera del 335 a.C.. Era una popolazione ubicata nella parte settentrionale di quella che successivamente verrà chiamata Bulgaria. Dopo un viaggio durato dieci giorni si trovò di fronte, al passo di Šipka, nemici dotati di carri che sbarravano il passaggio, pronti ad attaccare. In questo primo scontro si poté assistere all'abilità di stratega di Alessandro.
Parte dei soldati macedoni si divisero in due ali lasciando libero il passaggio ai nemici, mentre i rimanenti si sdraiarono a terra coprendosi come potevano con gli scudi, in modo da far passare i carri sopra di loro senza subire molti danni. In seguito, grazie al sostegno degli arcieri, degli ipaspisti, degli aegma e delle truppe leggere degli Agriani, i Triballi vennero sconfitti. Si dice che Tolomeo stesso riferì che non ci furono morti nell'esercito macedone in questo scontro.
Sirmo, re dei Triballi, attendeva il condottiero macedone a Ligino (un affluente del Danubio la cui corrispondenza odierna non è certa). Ad accompagnare Alessandro in quell'occasione vi erano Filota, Eraclide e Sopoli. La sua tattica lo vide vincitore anche sotto il profilo delle perdite: morirono più di 3.000 nemici, mentre gli alleati subirono in tutto una cinquantina di perdite.
Alessandro riuscì a contrastare gli attacchi della tribù illirica dei Dardani, comandati da Clito (figlio di Bardilo II), provenienti da quello che è l'odierno Kosovo. Essi effettuarono incursioni nella Macedonia, arrivando fino a espugnare Pelion, vicino a quella che poi sarà chiamata Gorice. Nel frattempo giunse notizia dell'arrivo imminente dei Taulanti di Glaucia a sostegno degli invasori. Grazie all'appoggio di Longaros, Alessandro giunse a Pelion iniziando l'assedio. Arrivarono poi i rinforzi nemici come previsto. Il macedone attaccò utilizzando la sua falange, composta da 120 file, come una sorta di serpente umano, stanando i nemici senza subire alcuna perdita, mentre con un attacco notturno condotto dalle sole truppe leggere riuscì a liberare Pelion.
Dopo la vittoria nei Balcani, tuttavia, si sparse la voce che Alessandro fosse rimasto ucciso in battaglia e questa notizia provocò una nuova ribellione delle πόλεις (polis), probabilmente alimentata dai Persiani e dai Tebani che, dopo anni di esilio, approfittarono della situazione e tornarono in patria. Vi erano stati disordini anche altrove; ad Atene vennero uccisi Timolao e Anemeta, i capi del partito filo-macedone.
Con una marcia rapidissima di più di 200 chilometri, percorsi in quattordici giorni, Alessandro raggiunse Tebe e la circondò. L'esercito macedone travolse ogni fortificazione, radendola al suolo, risparmiando solamente i templi e la casa del poeta Pindaro. Al termine degli scontri si arrivò a contare circa 6.000 morti, fra cui molti arcieri cretesi con il loro comandante Euribote. Alessandro ottenne così la sottomissione completa delle città greche, eccetto Sparta.
Atene fu risparmiata da assedi vari, chiedendo solo che venissero consegnati ai Macedoni i personaggi a loro più avversi, ma alla fine delle trattative soltanto il generale Caridemo venne esiliato; questi, non sentendosi cittadino greco, si alleò con la Persia e Dario e come lui altri nemici di Alessandro, mentre Carete si recò a Sigeo, nei suoi possedimenti. Al termine degli eventi, alla fine di ottobre, ritornò in Macedonia.
Nella primavera del 334 a.C. Alessandro, dopo aver consolidato la sua posizione in Grecia e dopo aver lasciato Antipatro come suo rappresentante in patria, sbarcò in Asia Minore con un esercito di circa 40.000 uomini, di cui 32.000 fanti; nella cavalleria poteva contare su 1200 tessali e 1800 hetaîrot, tutti al comando di Parmenione. Il nucleo principale era formato dall'esercito macedone, rafforzato dagli scarsi contingenti provenienti dalle città greche.
Dopo aver attraversato le coste della Tracia arrivò in circa venti giorni ai Dardanelli; a Sesto venne raggiunto da 160-170 navi alleate (successivamente affidate a Nicanore di Stagira) con le quali raggiunse la riva opposta, non temendo la flotta nemica che era occupata a tenere a bada le coste egiziane (infatti nel gennaio del 335 a.C. era morto il re ribelle egiziano e una parte della flotta lì impegnata non poté intervenire per fermare i Macedoni).
Memnone, che non era persiano di nascita ma greco e che aveva sposato una donna persiana, davanti alle truppe macedoni appena sbarcate sosteneva la tattica della terra bruciata, ma i satrapi persiani non vollero lasciare i propri territori al nemico, preferendo scontrarsi subito con l'esercito invasore. Cercò allora di radunare i 20.000 mercenari greci su cui poteva contare, ma, dovendo difendere anche Alicarnasso e Mileto, raccolse soltanto una parte di essi; circa 5.000 unità furono inoltre inviate, per ordine dello stesso Dario, a Cizico, luogo importante per via delle loro monete.
Nel maggio dello stesso anno, presso il fiume Granico, vicino al sito della leggendaria Troia (sulla strada da Abido a Dascylium, vicino all'odierna Ergili), si svolse il primo scontro.
Dopo molto tempo trascorso a osservarsi, in quanto i Persiani attendevano che fossero i Macedoni i primi ad attaccare, alle prime luci dell'alba fu proprio Alessandro (riconosciuto per il caratteristico pennacchio dell'elmo) a iniziare le ostilità. L'armata macedone si scagliò sui Persiani.

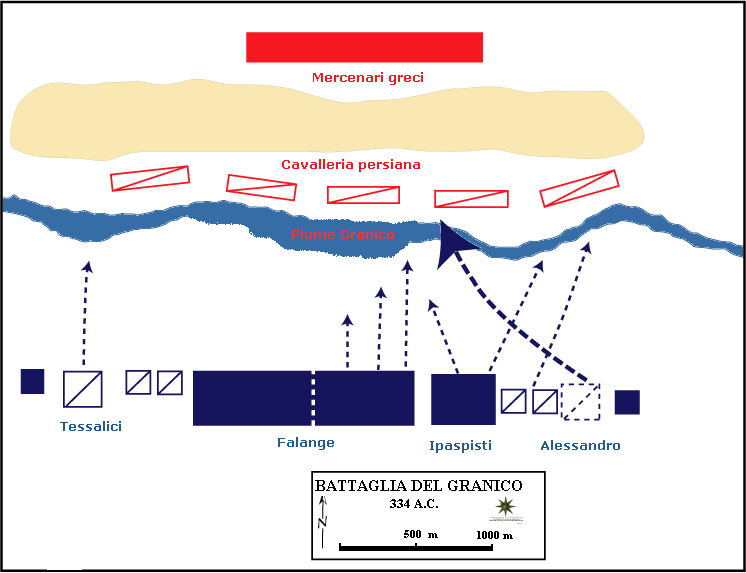
Battaglia del Granico

La tattica di Alessandro era chiara: aprire dei varchi nella fanteria nemica, lasciando poi spazio alla cavalleria per spezzare l'esercito persiano (che era disposto lungo le ripide rive del fiume) e permettendo così alla falange macedone di caricare con le sarisse e porre fine alla battaglia. Alessandro stesso condusse parte dell'attacco avanzando in obliquo, distraendo gli avversari, ma fu oggetto di attacchi cruenti.
La battaglia si era finalmente risolta in uno scontro tra cavallerie, nel quale quella macedone ebbe la meglio, mettendo in fuga la controparte nemica.
Solo 2.000 dei 20.000 mercenari greci agli ordini di Memnone furono risparmiati e mandati ai lavori forzati nelle miniere del Pangeo, in quanto essendo greci erano andati contro le leggi degli alleati. Alessandro nel trattare le spoglie nemiche fu diplomatico, inviando 300 armature ad Atene con un messaggio che ricordava: «Alessandro, figlio di Filippo, e i Greci, eccetto gli Spartani, dedicano queste spoglie tolte ai barbari che vivono in Asia»; in questo modo dimostrò umiltà e rispetto. Umiltà in quanto si riferiva semplicemente come figlio di Filippo e rispetto verso il popolo da cui proviene, non definendosi macedone ma greco. Il conquistatore diede grandi onori ai caduti, esentando da tasse genitori e figli dei combattenti defunti più fedeli. L'Asia Minore era ormai aperta alla conquista macedone.
Alessandro conquistò tutte le città costiere impedendo l'attracco alle navi nemiche; nel frattempo si ebbe la notizia della morte di un figlio di Dario, ucciso per ordine dello stesso padre in quanto era in procinto di tradirlo.
Alessandro nel giugno del 333 a.C. entrò nella Cilicia e scese in una radura descritta tempo prima da Senofonte, arrivando dopo molte miglia a Tarso. Nel frattempo Dario III, a Susa, venuto a conoscenza della morte del suo più celebre generale, convocò il consiglio di guerra; Caridemo chiese di essere posto al comando di un esercito di 100.000 uomini, ma l'imperatore persiano decise di muoversi personalmente a partire da luglio. Verso la fine di agosto o l'inizio di settembre partì. Le cifre dell'esercito persiano non sono riportate correttamente da nessun cronista storico del tempo: erano 600.000 secondo Arriano e Plutarco, 400.000 fanti a cui si sommano 100.000 cavalieri secondo Giustino e Diodoro, mentre Callistene e Curzio Rufo riferiscono solo di 30.000 mercenari greci; altri riportano che il contingente schierato fu di 160.000 unità.
In ogni caso Dario aveva radunato un'armata numerosa, tre o quattro volte superiore a quella macedone. I Persiani si schierarono nella pianura all'uscita dei passi montani delle porte siriache, trovando una buona posizione strategica a Soči.
Nel frattempo Alessandro fu colpito da una malattia, forse per aver nuotato nel Cidno. Colui che lo curava, Filippo di Acarnania, voleva in realtà ucciderlo, ma il re ne fu informato da Parmenione. Il re guarì verso la fine di settembre. Successivamente passò per Anchialo, dove una trascrizione diceva che questa città e quella di Tarso furono costruite in un giorno e, dopo la conquista di Soli, corse a Mallo, dove era in atto una guerra civile che fece terminare; qui venne a conoscenza che Dario era posizionato a Soči e decise quindi di affrontarlo.
A novembre, infine, il re persiano, temendo che l'inverno lo costringesse a ritirarsi nei quartieri invernali senza aver fermato Alessandro, gli venne incontro. Entrambi non sapevano esattamente dove si trovasse l'altro. Arrivato a Isso, Dario trovò solo gli uomini abbandonati dal re avversario, in quanto non erano più utili all'imminente battaglia perché feriti o malati; il suo nemico si trovava a sole quindici miglia circa più a sud.
Fiducioso della superiorità numerica del suo esercito, Dario si spostò alle spalle del nemico, nella pianura costiera di Isso, l'odierna Dörtyol; la sua idea era quella di spezzare l'esercito greco, confidando che l'alto numero dei soldati reclutati lo avrebbe portato alla vittoria anche su un terreno meno favorevole, nella ristretta pianura chiusa tra i monti del Tauro, il mare e il fiume Pinaro, dove poterono essere schierati non più di 60.000 fanti, 30.000 cavalieri, altri 20.000 uomini e dietro a loro 30.000 mercenari greci. Il tutto equivaleva per capacità alla falange macedone. Ancora più dietro vennero schierati altri soldati, mentre Dario occupava il centro come loro usanza, su un carro con 3.000 uomini posti a guardia. Alla sinistra si posero 6.000 arcieri e 20.000 fanti sotto il comando di Aristomede.

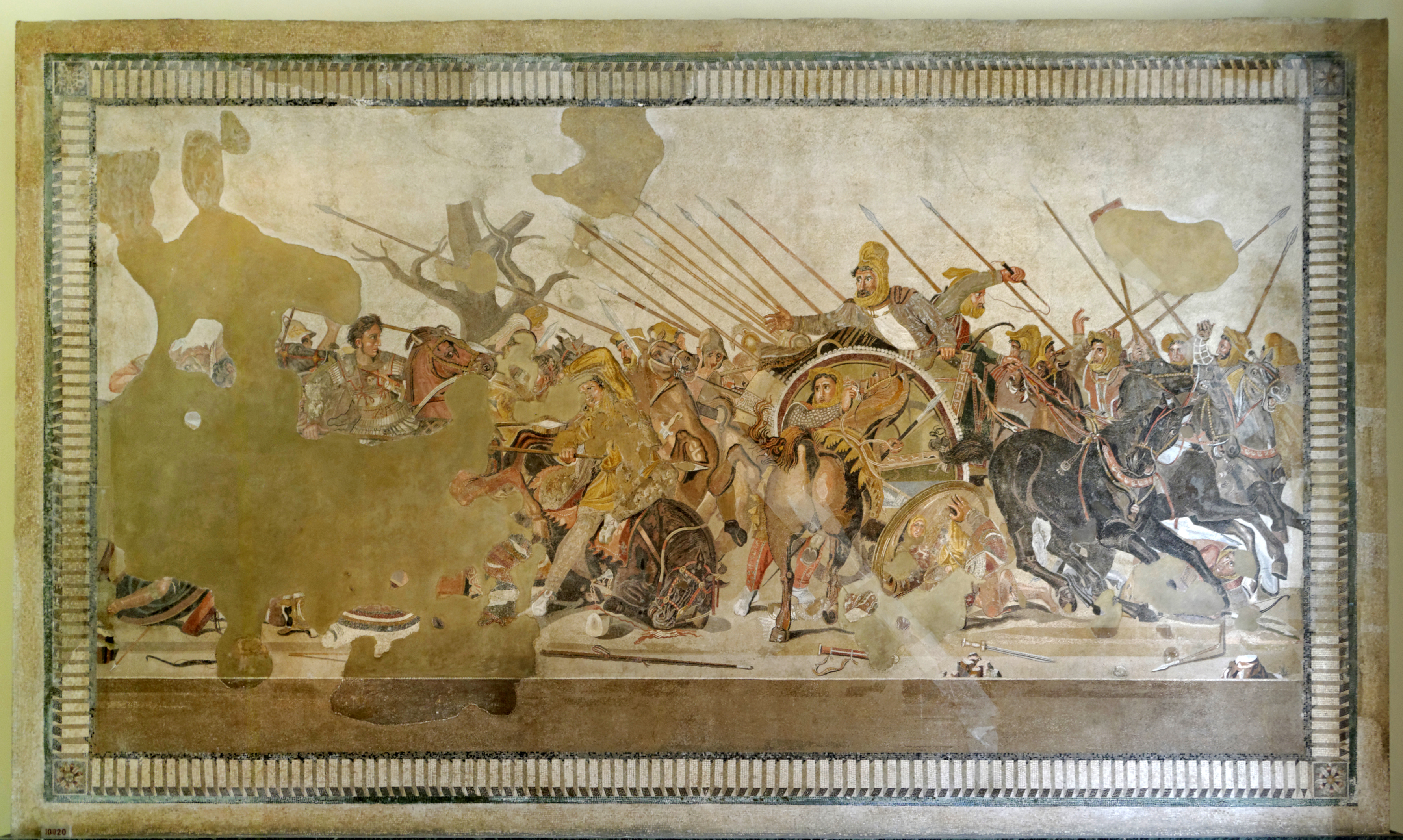
Mosaico della battaglia di Isso
(Museo archeologico nazionale di Napoli)

Alessandro incitò i suoi uomini affermando che dopo questa vittoria non ci sarebbero stati altri ostacoli alla conquista dell'intera Asia.
Lo scontro iniziò alle cinque e mezzo del primo novembre. La battaglia si concluse con una completa disfatta dei Persiani, tra i quali si contarono oltre 110.000 morti fra cui ufficiali quali Savace (satrapo d'Egitto), Arsame, Reomitre e Atize, i quali avevano già combattuto in passato contro l'avanzata macedone uscendone in salvo. Circa 8.000 mercenari greci decisero di fuggire verso Tripoli. Aminta, il disertore macedone, trovò la morte poco dopo.
Fra i Macedoni si contarono 150 perdite, tra cui 32 fanti, mentre i feriti erano oltre 500. Callistene menziona che i morti furono 302, anche se appaiono cifre poco credibili considerando i continui attacchi subiti. Lo stesso Alessandro venne ferito ad una coscia.
Vennero catturati, oltre ad un immenso bottino, anche alcuni familiari di Dario tra cui sua madre Sisigambi, sua moglie Statira I e le sue figlie Statira II e Dripetide. Il Grande Re perse le sue migliori truppe, quasi tutti i più validi ufficiali del suo esercito e soprattutto il proprio prestigio di condottiero, distrutto dalla sua precipitosa fuga davanti al nemico.
Dopo la vittoria lo stesso Alessandro scrisse una lettera a Dario con la quale gli comunicò che avrebbe dovuto chiamarlo «signore di tutta l'Asia» e che avrebbe potuto ottenere il riscatto della moglie e dei figli se fosse venuto di persona a chiederlo. Nel caso in cui il sovrano persiano non l'avesse riconosciuto superiore a lui ci sarebbe stato un nuovo combattimento

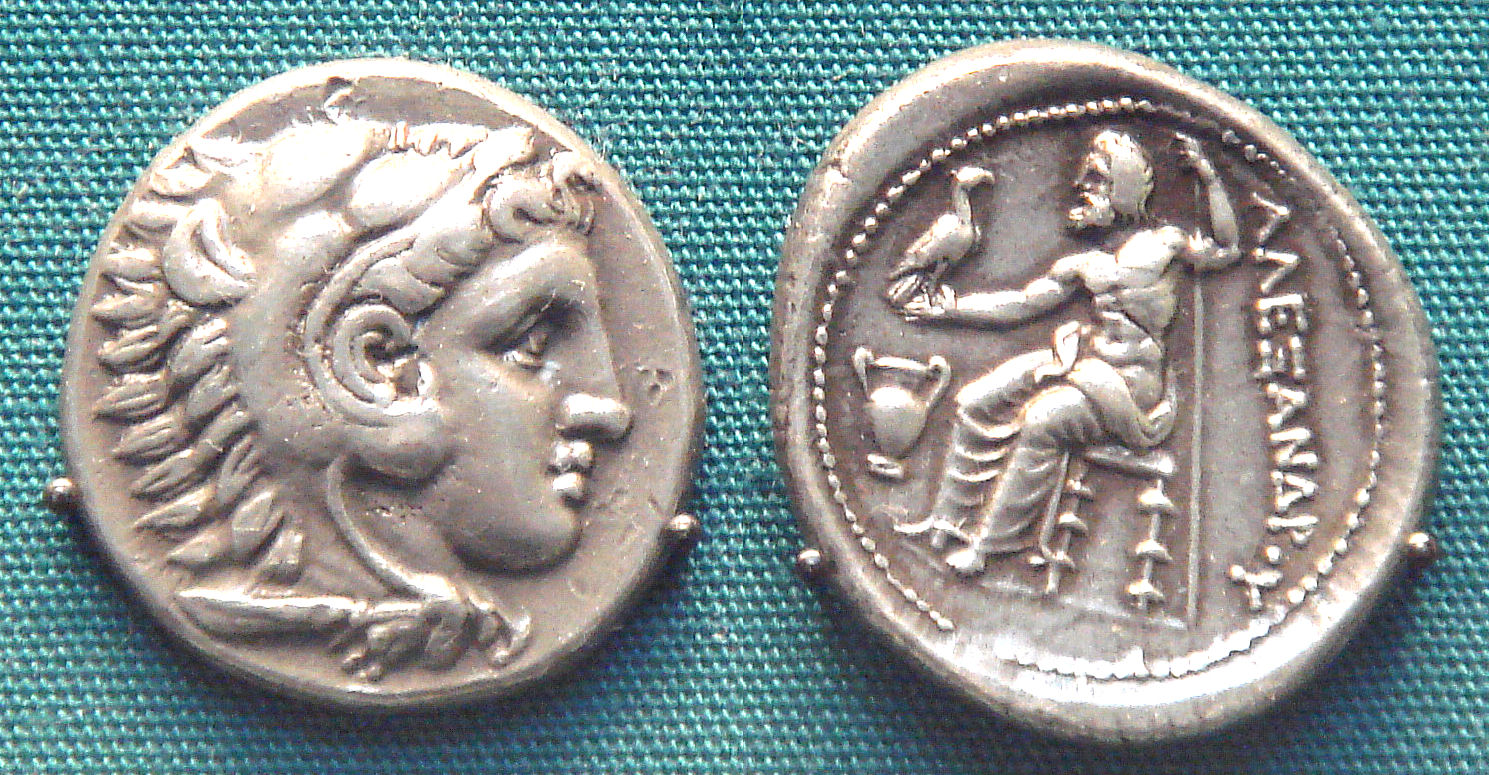
Moneta d'argento di Alessandro

Giunse un'altra lettera da Dario, una proposta di pace. Questa volta alla proposta erano allegati molti doni fra cui 10.000 talenti, la mano di sua figlia e il possesso di un vasto territorio sino all'Eufrate. Vi fu qui una celebre conversazione fra Parmenione e Alessandro: «Se io fossi Alessandro, accetterei la tregua e concluderei la guerra senza più correre altri rischi». «Lo farei se fossi Parmenione; ma io sono Alessandro e come il cielo non contiene due soli, l'Asia non conterrà due re».
Fu probabilmente la notizia della morte della moglie, avvenuta durante il travaglio di un nuovo nascituro, a far cambiare idea al re. Infatti, saputo del secondo rifiuto, Dario si dedicherà a radunare un esercito ancora più vasto del precedente. Nel frattempo la flotta navale macedone sconfisse molti dei suoi nemici, fra cui Carete, fuggito tempo addietro dalla Grecia stessa.
Gli abitanti di Tiro vennero informati che i rinforzi da Cartagine non sarebbero giunti e di conseguenza escogitarono altre difese ancora più cruente, fra cui quella di gettare dalle mura sabbia e fango bollente che una volta entrate nelle armature degli assedianti avrebbero causato ustioni. Si dice che Alessandro abbia avuto dei dubbi sulla prosecuzione dell'assedio; alla fine scelse di continuare ciò che aveva iniziato, dato che una rinuncia sarebbe stata una testimonianza troppo grande della sua non invincibilità.
Alla fine di agosto le navi di Alessandro subirono un pesante attacco e quelle di Pnitagora, Androclo e Pasicrate, dopo essere state speronate, affondarono l'una dopo l'altra. Non appena il macedone si accorse di quanto stava accadendo ordinò alle navi più vicine di avvicinarsi al molo nemico impedendo così l'uscita di altri convogli e permettendo di concentrare l'azione su quelli rimasti. I Macedoni utilizzarono a quel punto varie tattiche: l'attacco ad entrambi i porti, un diversivo con una piccola unità navale e l'attacco decisivo alle mura. L'offensiva fu inizialmente guidata da Admeto, ammiraglio della nave del re, poi ucciso in quella battaglia. Successivamente l'attaccò fu guidato da Alessandro in persona. Per paura della sconfitta imminente ci fu chi preferì uccidersi. La città infine cadde e le perdite macedoni furono in quell'attacco circa una ventina, che si sommano alle circa quattrocento nel corso di tutto l'assedio.
Dopo Dor e Ashdod arrivò il turno di Gaza, comandata da Batis (o Bati) che si oppose alla conquista. Alessandro fece trasportare le macchine da guerra utilizzate in precedenza e alle proteste dei suoi uomini replicò, dopo aver osservato le possenti mura della fortezza scoscesa, che più un'impresa appariva impossibile a maggior ragione doveva essere compiuta per stupire alleati e nemici. Iniziò dunque la costruzione di gallerie, impresa facile vista la conformità del terreno Quasi tutti gli uomini della città morirono mentre i restanti diventarono schiavi. Si racconta che il destino di Batis, che durante i combattimenti venne ferito più volte, ricordasse per similitudine quello di Ettore; infatti, analogamente al condottiero troiano, venne legato al carro di Alessandro e trascinato; molte aggiunte apportate ai resoconti dopo la morte di Batis rendono l'accaduto più tragico. La città venne poi ripopolata.
Gerusalemme aprì le porte e si arrese. Secondo Giuseppe Flavio, ad Alessandro fu mostrato il libro biblico di Daniele, si pensa l'ottavo capitolo, dov'è indicato che un potente re macedone avrebbe assoggettato l'Impero Persiano.
Nel novembre del 332 a.C. Alessandro iniziò il viaggio verso l'Egitto; superato dopo tre giorni il deserto e il lago Serbonide, giunse in quelle terre venendo accolto come un liberatore e facendosi consacrare faraone: qui, infatti, il giogo persiano era maggiormente avvertito e poco accettato, poiché solo dodici anni prima il popolo era libero dal potere dei Persiani.
La conquista dell'Egitto non era stata concordata con la lega di Corinto quindi il re macedone non poté unirla con il resto delle sue conquiste. Inoltre si astenne dal nominare un satrapo al quale preferì la collocazione strategica di alcune sue guarnigioni in posti chiave come Menfi e Pelusium. Per la gestione amministrativa del territorio furono scelti due nomarchi, Doloaspi e Petisi, mentre l'amministrazione delle finanze fu affidata ad un greco residente in Egitto, Cleomene di Naucrati. Assegnò ai suoi uomini cariche militari ma non civili. Durante la sua marcia apprese delle varie vittorie riportate dagli alleati: Lesbo, Tenedo e Cos erano ora in mano sua.
Dimostrò grande rispetto per gli dei egiziani e una profonda devozione per Ramses II, suo mito e icona, in onore del quale costruì una stele; a Menfi fece un sacrificio al bue Api, ingraziandosi così i sacerdoti egiziani: tempo addietro, durante la riconquista persiana del territorio egiziano, Artaserse III uccise un toro sacro e ne divorò la carne, mentre il re macedone con questo gesto conquistò la fiducia del popolo.
All'inizio del 331 a.C., sulle rive del Nilo, Alessandro decise di edificare una grande città che testimoniasse la sua grandezza, la città venne chiamata Alessandria d'Egitto.
Dopo un anno di sosta nel regno egiziano ritornò in Asia. Nel frattempo giunsero rinforzi inviati da Antipatro (circa 900 uomini).
Nella primavera del 331 a.C. Alessandro riprese la marcia verso oriente dove Dario aveva radunato un esercito nelle pianure dell'Assiria. Qui il sovrano persiano avrebbe potuto sfruttare al meglio la propria superiorità numerica.
La battaglia fu di vitale importanza per Alessandro. Si racconta che egli avesse solo 30.000 fanti e 3.000 cavalieri contro un milione di Persiani.
Dello scontro nessuno storico poté dare un resoconto certo per via dell'enorme confusione creatasi, tanto è vero che si concorda sulla conclusione in una nuvola di polvere: durante lo scontro la visibilità era ridotta di molto in quanto si poteva vedere ad una distanza di 4-5 metri ma non di più.
Ci fu un attacco diretto da parte di Alessandro nei confronti del re nemico: il macedone colpì il cocchiere di Dario con una lancia uccidendolo. Il sovrano persiano, perso il carro, fuggì su di una giovane cavalla. Il conquistatore inseguì il nemico ma fu richiamato da alcuni messaggeri inviati da Parmenione che chiedeva aiuto per affrontare un gruppo nemico. Il re macedone, anche se terribilmente seccato da questa richiesta, fece finta di nulla e acconsentì permettendo all'avversario di salvarsi nuovamente. L'episodio del messaggero è molto discusso fra gli storici in quanto non è certa la sua collocazione temporale e non è chiaro nemmeno come abbia fatto ad individuare e raggiungere il proprio re in quella nuvola di polvere; forse era un modo per evidenziare l'incapacità di Parmenione.
Senza il comando reale le truppe rimanenti furono facile preda dei Macedoni.
Alessandro riprese l'inseguimento del re nemico appena le acque si furono calmate. Alla fine di ottobre Alessandro entrò in Babilonia dove ottenne la sottomissione del satrapo Mazeo. Quest'ultimo fu lasciato al governo della provincia affiancato da un comandante militare e da un tesoriere greco. Qui riposò circa cinque settimane. Si diresse quindi a Susa, raggiungendola in venti giorni, per impadronirsi dei tesori che vi si conservavano. La città era sprovvista di mura.
Dopo aver superato il fiume che all'epoca si chiamava Pasitigris (in seguito Karun), entrò poi nel territorio degli Uxii, a circa sessanta chilometri da Susa, che in parte non si arresero al nuovo re. Chiesero ad Alessandro un tributo da versare se avesse avuto intenzione di passare per le loro terre. La risposta del macedone fu quasi di sfida, chiedendo loro di farsi trovare pronti al momento del suo passaggio; poi li attaccò di notte, forte degli 8.000 uomini della falange, radendo al suolo ogni loro possedimento. Gli Uxii sopravvissuti attaccarono ancora ma furono sconfitti ogni volta. In una giornata il macedone risolse un problema che affliggeva il regno persiano da quasi due secoli.
Nel mese di gennaio dell'anno 330 a.C. Alessandro entrò infine a Persepoli (che poi divenne Takht-i Jamshid), capitale dell'Impero Persiano, dove trovò circa centoventimila talenti di metallo prezioso non coniato. Il re nemico aveva intanto trovato rifugio ad Hamadan (conosciuta all'epoca come Ecbatana), dove fu raggiunto dai suoi uomini di fiducia (Besso, Barsente, Satibarzane, Nabarzane, Artabazo) e da 2.000 mercenari greci.
Nel maggio del 330 a.C. Alessandro marciò verso Ecbatana, che si trovava a 450 miglia di distanza da Persepoli. Durante il tragitto ricevette alcuni rinforzi, arrivando ad un totale di 50.000 uomini. Dario, sapendo della velocità con cui il suo nemico si stava muovendo, cambiò i suoi piani, non dirigendosi più verso Balkh (in Afghanistan) come aveva in precedenza previsto, ma verso le Porte Caspie, anche se fra i suoi uomini iniziarono a manifestarsi i primi dissensi. Durante la marcia l'esercito macedone patì la sete e molti soldati morirono lungo la strada.
Il re macedone venne a conoscenza dei movimenti di Dario quando si trovava a Rey, vicino a Teheran. Raggiunse quindi il passo ma ad attenderlo c'erano due messaggeri che lo informarono di una rivolta iniziata da Besso, Barsaente e Nabarzane contro il loro re. Dario venne arrestato. Alessandro decise di raggiungere Besso, riuscendoci in un giorno e mezzo. Continuò poi la sua corsa essendo a conoscenza del luogo dove Dario era tenuto prigioniero; scelse 500 opliti, che fece montare a cavallo al posto dei cavalieri, e galoppò di notte percorrendo ottanta chilometri, arrivando poi all'alba a Damghan, dove giunsero in 60.
Spaventati, i due satrapi rimasti, Barsaente e Satibarzane (o Nabarzane), pugnalarono il prigioniero e fuggirono. Alessandro non fece in tempo a vedere in vita il suo rivale un'ultima volta.
In ogni modo il conquistatore macedone, dopo aver coperto il cadavere con il suo mantello, lo riportò indietro e lo fece seppellire con tutti gli onori nelle tombe reali. Ad Ecbàtana, Alessandro congedò i contingenti delle città greche, poiché il compito di vendicare l'invasione della Grecia da parte di Serse era ormai concluso. Reclutò il fratello di Dario (Essatre) e strinse amicizia con Bagoas.
Besso si proclamò re di tutta l'Asia e con il nome di Artaserse V fu inseguito attraverso le regioni dell'Ircania. Durante il tragitto Bucefalo, che veniva utilizzato da Alessandro solo per le grandi occasioni e quindi normalmente veniva tenuto in custodia da alcuni soldati, venne catturato da alcuni barbari. Il re macedone appena venne a conoscenza del fatto inviò ai barbari un araldo, con cui minacciò di morte ognuno di loro e le rispettive famiglie. Questi ultimi, impauriti, restituirono subito il cavallo arrendendosi e Alessandro li trattò con onori, dando anche una ricompensa a chi gli riportò il fidato compagno.
Besso, che si trovava in compagnia di un altro generale, Spitamene, fu infine abbandonato dai suoi compagni, tradito e fatto prigioniero. Venne successivamente consegnato nudo a Tolomeo e arrestato nell'anno 329 a.C. Fu poi mutilato e una corte di giustizia persiana lo dichiarò colpevole di alto tradimento, venendo infine giustiziato ad Ecbàtana.
Il proposito di Alessandro di unificare in un solo popolo Greci e Persiani e soprattutto la sua idea di dare un carattere divino alla monarchia, cominciarono ad alienargli le simpatie del suo seguito. L'opposizione si manifestò soprattutto quando decise di imporre il cerimoniale della proskýnesis, tipico della corte persiana, ai suoi sudditi occidentali; la cerimonia prevedeva che chiunque comparisse davanti al re si prosternasse davanti a lui per poi rialzarsi e ricevere il bacio e ciò andava contro l'idea greca di omaggio accettabile da parte di un uomo libero ad un altro uomo. Alessandro dovette comunque abbandonare il tentativo di introdurre tale pratica (che comunque non aveva reso obbligatoria), dato che quasi tutti i Greci e i Macedoni si rifiutavano di eseguirla.

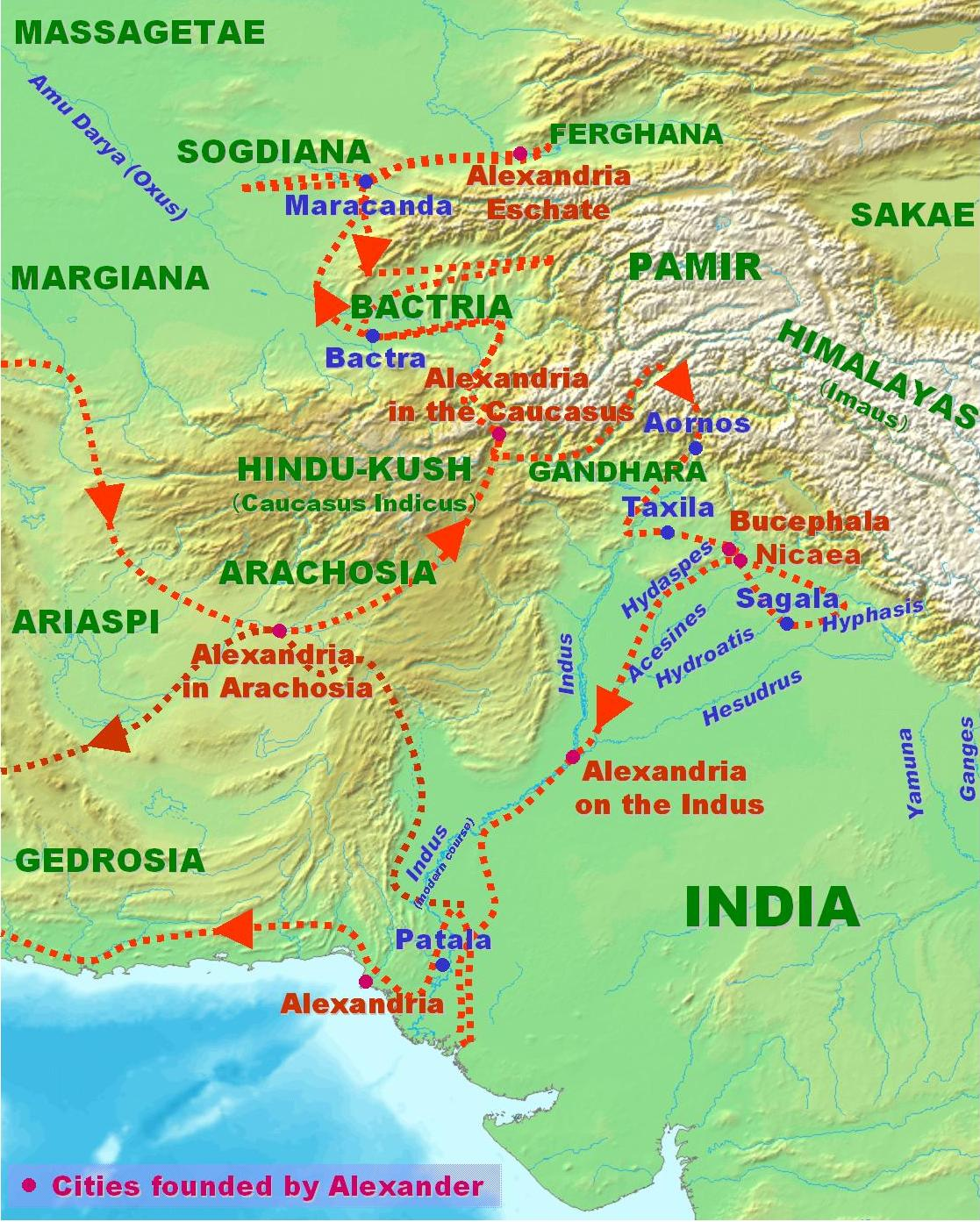
Campagna macedone in India

Alessandro, dopo aver assoggettato la regione della Sogdiana, giunse ai confini dell'odierno Turkestan cinese, dove fondò un'altra Alessandria, che chiamò Eschate (Ultima), l'odierna Chodjend. Soggiornò ancora a Samarcanda e nella Bactriana. Sposò Rossane, figlia di un comandante della regione, per rafforzare il suo potere in quei territori.

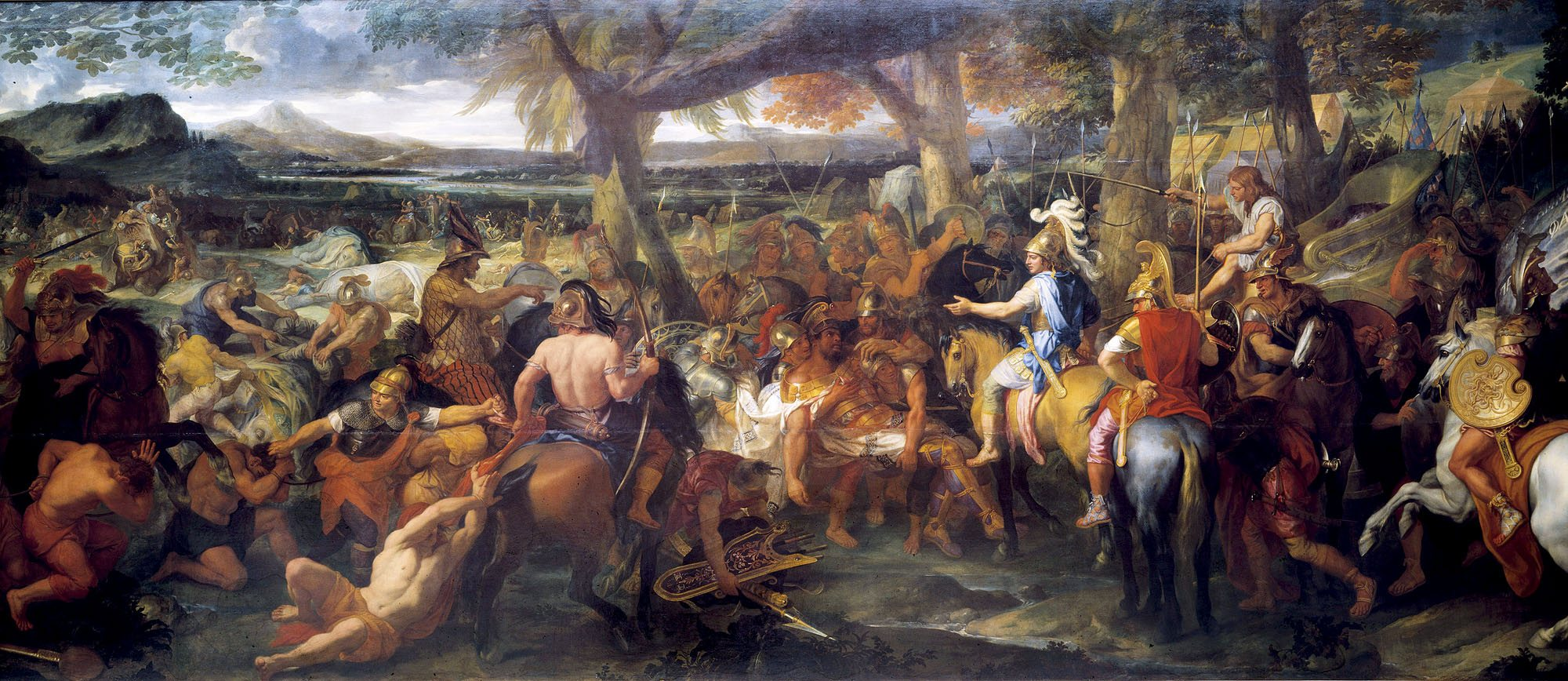
Battaglia dell'Idaspe
(Charles Le Brun, 1673)

Come continuatore dell'impero achemenide, Alessandro vagheggiava un impero universale e si proponeva forse di arrivare con le sue conquiste fino al limite orientale delle terre emerse.
Gran parte dell'India nord-occidentale era stata sottomessa dai persiani al tempo di Dario I, il quale fece esplorare l'intera valle dell'Indo, ma in questo periodo la regione era suddivisa in vari regni in lotta tra loro.
Dopo aver preparato un nuovo esercito, con truppe in gran parte asiatiche (solo gli ufficiali e i comandanti erano tutti greci o macedoni), nella primavera del 326 a.C. Alessandro marciò verso l'odierna Kabul, dove venne accolto come alleato dal re di Taxila e, attraversata l'Uḍḍiyana da Ora a Bazira (attuali Udegram e Barikot), giunse all'Indo nell'estate del 326 a.C. Sconfisse nella battaglia dell'Idaspe il re indiano Poro (Purushotthama o Paurava) e fondò due città, Nicaea (odierna Mong o Mung) e Bucefala (oggi Jhelum), quest'ultima in onore del suo cavallo Bucefalo, morto durante la battaglia.
Alessandro aveva forse intenzione di arrivare fino alla vallata del Gange, ma l'armata macedone giunta sul fiume Ifasi (oggi Beas), stanca sia delle lunghe piogge tropicali sia dell'idea di proseguire una lunga campagna contro i potenti indiani, fra giungle ed elefanti da guerra, si rifiutò di seguirlo oltre verso est.
Nel 324 a.C. Alessandro giunse nuovamente a Susa, dove venne a conoscenza della cattiva amministrazione messa in atto dai satrapi da lui un tempo graziati; fece procedere immediatamente ed energicamente contro i colpevoli, sostituendone molti con governatori macedoni.
Per perseguire il suo progetto di unione tra Greci e Persiani, il re spinse ottanta alti ufficiali del suo esercito alle nozze con nobili persiane e altri diecimila veterani macedoni si sposarono con donne della regione. Egli stesso sposò Statira II, figlia di Dario III, mentre un'altra figlia del re persiano, Dripetide, andò in sposa al suo amico Efestione.

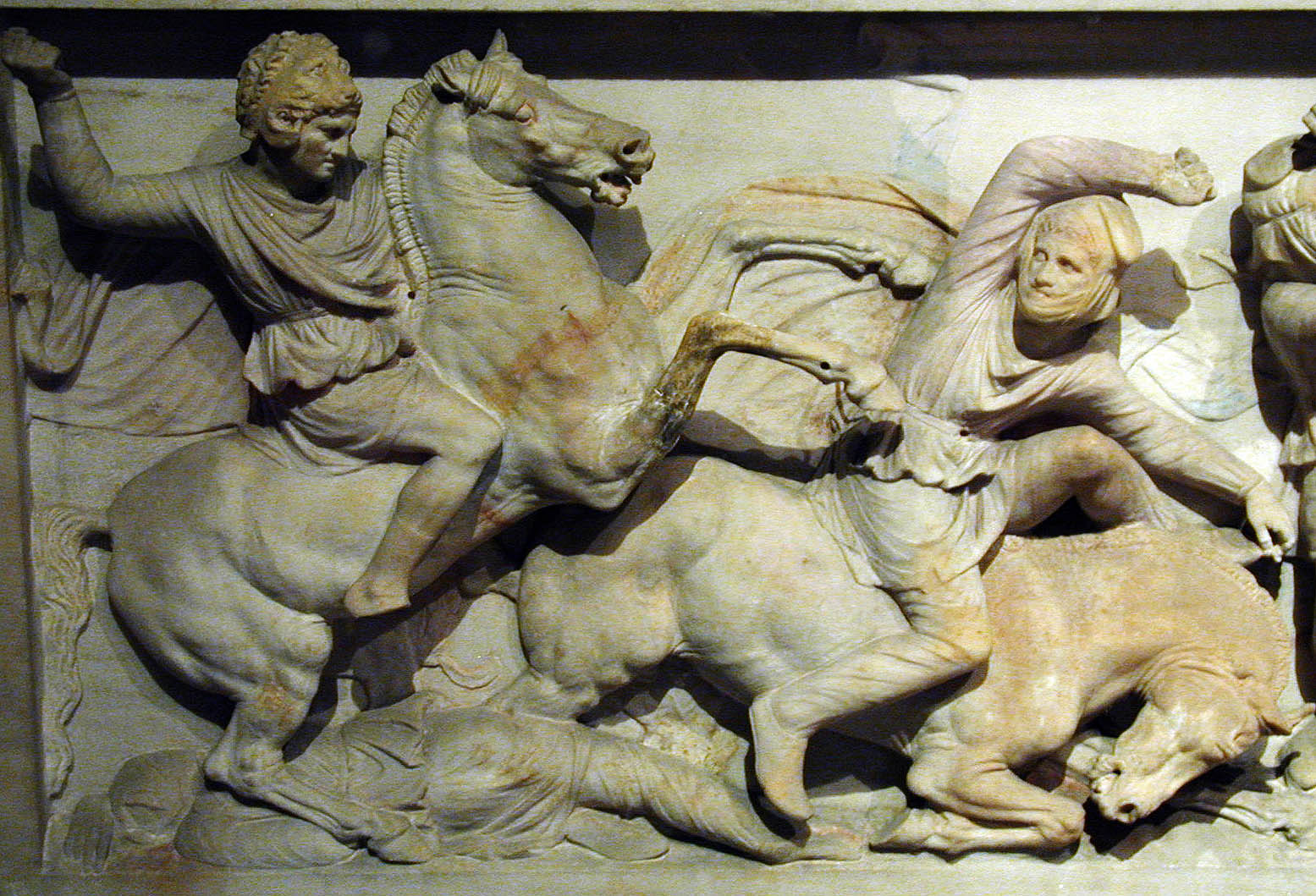
Sarcofago di Alessandro
(İstanbul Arkeoloji Müzeleri)

Nella primavera del 323 a.C. Alessandro condusse una spedizione contro il popolo montanaro dei Cossei ed inviò una spedizione per esplorare le coste del Mar Caspio.
Venne colpito, durante i preparativi di invasione dell'Arabia e la costruzione di una flotta con cui intendeva attaccare i domini cartaginesi, da una malattia che lo portò alla morte il 10 o 11 giugno del 323 a.C., al tramonto.
Al morente Alessandro fu chiesto il nome di colui che aveva scelto come suo successore. Egli diede un'indistinta risposta nella quale qualcuno comprese Eracle (il figlio avuto da Barsine) e altri Kratisto (termine che tradotto significa "il migliore").
Subito dopo il suo decesso, l'esercito associò al trono due re: il figlio di Alessandro avuto dalla moglie Rossane, Alessandro IV, e il suo fratellastro Filippo III Arrideo. Poiché il primo era ancora in fasce e il secondo era infermo di mente, i generali dell'esercito macedone (Diadochi) elessero un reggente, Perdicca, successivamente accettato in modo formale dall'assemblea dei soldati.
Nel 322 a.C. Perdicca si scontrò con Tolomeo I (uno dei Diadochi e satrapo d'Egitto), contro il quale mosse guerra e rimase ucciso.
Successivamente i Diadochi elessero come reggente Antipatro, anche se non fu accettato da tutti. Ne nacque una guerra civile nel corso della quale trovarono la morte i familiari ancora in vita di Alessandro, tra cui i due figli, la moglie Rossane, la madre Olimpiade, la sorella Cleopatra, la sorellastra Euridice e il fratellastro Filippo.
La provincia romana della Macedonia venne ufficialmente stabilita nel 146 a.C., dopo che il generale romano Quinto Cecilio Metello sconfisse Andrisco di Macedonia nel 148 a.C., e dopo che le quattro repubbliche clienti di Roma si dissolsero. La provincia includeva l'Epiro, la Tessaglia e parte dell'Illiria e della Tracia. Nel III e nel IV secolo la provincia fu divisa in Macedonia Prima (a sud) e Macedonia Salutaris (a nord).

## Periodo medievale
Tribù slave si stabilirono nel territorio dell'odierna della Macedonia del Nord nel VI secolo e vennero chiamate dagli storici greci e bizantini "sklavini" (Σκλαβινοι). Gli sklavini parteciparono a vari assalti contro l'Impero bizantino, da sé o aiutati dai bulgari o dagli avari. Intorno al 680 d.C. i bulgari, guidati dal khan Kuber (che apparteneva allo stesso clan del khan Asparuh), si stabilirono nella piana della Pelagonia, e attaccarono ripetutamente la regione di Salonicco.
Nel tardo VII secolo Giustiniano II organizzò una spedizione contro gli sklavini che si erano stabiliti nella penisola greca, della quale venne riportato che avesse catturato più di 110.000 slavi e li avesse trasferiti in Cappadocia. Al tempo di Costanzo II (che aveva organizzato altre campagne contro slavi), un numero significante di slavi della Macedonia del Nord era stato catturato e trasferito in Asia Minore dove erano stati costretti a riconoscere l'autorità dell'imperatore bizantino e a servire il suo impero.
Non ci sono più cenni degli sklavini negli scritti bizantini dopo l'836/837 poiché gli slavi macedoni vennero assimilati all'interno del primo impero bulgaro. L'influenza slava nella regione si rafforzò con l'ascesa di questo stato, che incorporò l'intera regione nel suo dominio nell'837. I santi Cirillo e Metodio, bizantini, nativi di Salonicco, furono i creatori del primo alfabeto slavo, il glagolitico e dell'Antico slavo ecclesiastico ed inoltre apostoli cristianizzatori del mondo slavo. La loro eredità culturale venne acquisita e si sviluppò in Bulgaria, dove dopo l'885 la regione di Ocrida divenne un centro ecclesiastico rilevante con la nomina di san Clemente di Ocrida a "primo arcivescovo di lingua bulgara" con la residenza in questa regione. Insieme ad un altro discepolo di Cirillo e Metodio, San Naum, creò il fiorente centro culturale bulgaro di Ocrida, dove più di 3 000 studenti studiavano in glagolitico e nel neonato alfabeto cirillico, in quella che adesso è chiamata la "Scuola letteraria di Ocrida".

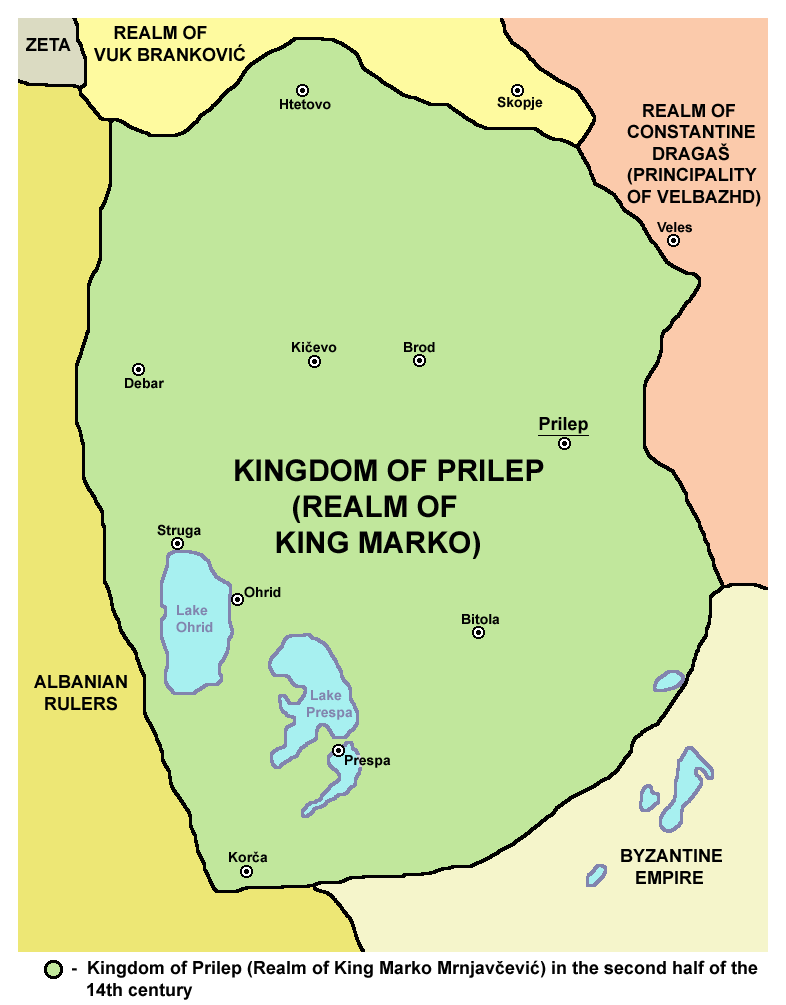

Alla fine del X secolo, la regione corrispondente all'attuale Repubblica della Macedonia del Nord divenne il centro politico e culturale del primo impero bulgaro sotto lo zar Samuele, quando l'imperatore bizantino Basilio II conquistò la parte orientale del paese, inclusa la capitale Preslav, nel 972. Una nuova capitale venne stabilita ad Ocrida, che divenne anche la sede del patriarcato bulgaro. Dopo diversi decenni di guerra quasi ininterrotta, tutta la Bulgaria cadde sotto il dominio bizantino nel 1018. La Macedonia venne incorporata nell'impero bizantino come Provincia di Bulgaria ed il patriarcato bulgaro venne ridotto di rango ad un arcivescovato.
Nel XIII e nel XIV secolo il controllo bizantino fu più volte interrotto da periodi di governo bulgaro e serbo. Skopje divenne capitale dell'Impero serbo sotto Stefan Dušan, e, dopo la dissoluzione dell'impero, l'area diventò parte del dominio di governatori serbi indipendenti delle casate Mrnjavčević e Dragaš. Il dominio della casata Mrnjavčević includeva la parte occidentale dell'odierna Repubblica di Macedonia ed il dominio della casata Dragaš includeva la parte orientale. La capitale dello stato dei Mrnjavčević era Prilep. Si conoscono solo due figure della casata Mrnjavčević, il re Vukašin Mrnjavčević e suo figlio Marko. Il re Marko divenne un vassallo dell'Impero ottomano e morì non molto dopo nella Battaglia di Rovine.

## Periodo ottomano

Evoluzione territoriale della Macedonia dal tempo di Alessandro Magno alla conquista ottomana. In marrone i confini degli Stati attuali

Conquistata dall'esercito ottomano nella prima metà del XV secolo, la regione fece parte dell'impero ottomano per circa 500 anni, durante i quali vi si insediò una consistente minoranza turca. Durante il governo ottomano Skopje e Bitola furono capitali di province ottomane.
La valle del fiume Vardar, che in seguito diventerà l'area centrale della Repubblica di Macedonia, venne tolta al governo ottomano solo dopo la Prima guerra balcanica del 1912, con l'eccezione di un breve periodo nel 1878 dopo la guerra russo-turca del 1877-78, divenendo parte della Bulgaria. Nel 1903, un'effimera Repubblica di Kruševo venne proclamata nella parte sud-occidentale dell'odierna Repubblica dai ribelli della Sollevazione di Ilinden-Preobraženie. Fu la prima repubblica di stampo moderno nei Balcani. La repubblica riuscì ad esistere per soli 10 giorni, dal 3 agosto al 13 agosto, e aveva come capo Nikola Karev.

## 1912-1942
La valle del fiume Vardar, che diventerà in seguito l'area centrale della Repubblica della Macedonia del Nord, venne governata dall'Impero ottomano, prima della prima guerra balcanica nel 1912, con l'eccezione di un breve periodo nel 1878, quando dopo la guerra russo-turca del 1877-78, quando divenne una parte del neonato stato bulgaro. Venne conquistata dalla Serbia durante la guerra balcanica e venne successivamente annessa alla Serbia stessa con i trattati di pace post-bellici. Non aveva autonomia amministrativa e veniva chiamata Јужна Србија (Južna Srbija, Serbia meridionale) o Стара Србија (Stara Srbija, Vecchia Serbia).
Dopo la prima guerra mondiale, il Regno di Serbia si unì al neonato Regno dei Serbi, Croati e Sloveni. Nel 1929, il regno venne ufficialmente rinominato Regno di Jugoslavia e venne diviso in varie province chiamate banovine. Il territorio della moderna Repubblica della Macedonia del Nord divenne parte della Vardarska Banovina.

## La II guerra mondiale
Durante la seconda guerra mondiale la Vardarska Banovina venne data in amministrazione tra il 1941 ed 1944 quasi interamente alla Bulgaria, alleata della Germania nazista. I territori più occidentali, abitati da gente di etnia albanese, furono invece annessi al Regno albanese, allora occupato dall'Italia fascista. Le potenze occupanti imposero un duro regime agli abitanti della provincia, molti dei quali andarono ad ingrossare le file del movimento di resistenza comunista di Josip Broz Tito.

## 1944-1949
In seguito alla seconda guerra mondiale la Jugoslavia venne ricostituita come uno stato federale sotto la guida del Partito Comunista Jugoslavo capeggiato da Tito. Quando l'ex Vardarska Banovina venne liberata nel 1944, la maggior parte di essa venne costituita in una repubblica separata, mentre la parte settentrionale rimase in Serbia. Nel 1946 la nuova repubblica ricevette lo status federale come Repubblica Popolare di Macedonia all'interno della Repubblica Socialista Federale di Jugoslavia. Nella Costituzione jugoslava del 1963 ne venne leggermente modificato il nome, per uniformarlo a quello delle altre repubbliche jugoslave, come Repubblica Socialista di Macedonia.
La Grecia si offese per le azioni del governo jugoslavo, poiché erano viste come un pretesto per future pretese territoriali, dato che la provincia greca omonima era parte delle zone che la Grecia ricevette durante le Guerre balcaniche e sulle quali sia la Serbia sia la Bulgaria avevano avanzato storicamente pretese territoriali. Le autorità jugoslave, al fine di neutralizzare le rivendicazioni bulgare, promossero lo sviluppo dell'identità etnica dei Macedoni e della lingua macedone. Il macedone come lingua venne codificato nel 1944 (Keith 2003), sulla base della lingua parlata dalla maggioranza della popolazione della Repubblica di Macedonia. Questo provocò preoccupazione sia alla Grecia sia alla Bulgaria, a causa delle possibili pretese territoriali del nuovo stato sulle parti greche e bulgare della regione macedone ricevute dopo le Guerre Balcaniche dove era presente una minoranza slavo-macedone.
Durante la Guerra civile greca (1944-1949), molti slavo-macedoni parteciparono al movimento di resistenza dell'ELAS organizzato dal Partito comunista greco. L'ELAS e la Jugoslavia rimasero in buoni rapporti fino al 1949, quando si allontanarono a causa del mancato allineamento di Tito alla politica di Stalin (cf. Cominform). Alla fine della guerra, ai combattenti dell'ELAS, che si erano rifugiati nella Jugoslavia meridionale ed in Bulgaria, non fu permesso di tornare in Grecia: solo a coloro che si consideravano di etnia greca fu permesso di andarsene, mentre a coloro che si consideravano bulgari o slavo-macedoni fu impedito.

## Anni novanta
L'8 settembre 1991 nella Repubblica Socialista di Macedonia si tenne un referendum che stabilì l'indipendenza dalla Jugoslavia, sotto il nome di Repubblica di Macedonia. La Bulgaria fu il primo paese a riconoscere la neonata repubblica indipendente con il suo nome costituzionale. Comunque il riconoscimento internazionale del nuovo paese fu ritardato dall'obiezione greca all'uso di quello che viene considerato un nome ellenico ed uno dei simboli nazionali, così come su alcune clausole controverse della costituzione della repubblica. Come compromesso le Nazioni Unite riconobbero lo stato sotto il nome di Former Yugoslav Republic of Macedonia (Repubblica ex jugoslava di Macedonia), abbreviato spesso in FYROM nel 1993.
La Grecia rimase però ancora insoddisfatta ed impose l'embargo economico nel febbraio 1994. Le sanzioni vennero revocate dopo che la Repubblica di Macedonia cambiò la sua bandiera ed alcuni aspetti della costituzione. I due paesi vicini immediatamente normalizzarono le loro relazioni ma il nome dello stato rimane fonte di controversie locali ed internazionali. L'uso di ogni nome rimane controverso per i sostenitori dell'altro.
Dopo che lo stato venne ammesso alle Nazioni Unite sotto il riferimento temporaneo di FYR of Macedonia, anche altre organizzazioni internazionali adottarono la medesima convenzione. Più di metà degli stati membri dell'ONU ha riconosciuto il paese come Repubblica di Macedonia, tra cui l'Italia e gli Stati Uniti d'America mentre il resto usa il riferimento temporaneo di FYR of Macedonia.
Nel 1999, durante la Guerra del Kosovo, circa 340 000 albanesi fuggirono dal Kosovo e si rifugiarono nella Repubblica di Macedonia, alterando pericolosamente la vita normale della regione dove i rifugiati si stabilirono e minacciando di alterare l'equilibrio esistente tra slavo-macedoni e albanesi. Vari campi profughi vennero installati nella Repubblica di Macedonia. Nel frattempo Atene si raccolse a sostegno di Skopje e diede il permesso alle forze NATO di attraversare la Macedonia greca verso la regione più settentrionale prima di una possibile invasione da parte della Serbia. Salonicco divenne la città cardine per gli aiuti umanitari alla regione. La Repubblica di Macedonia in sé non prese parte al conflitto.
Alla fine della guerra il governo serbo sotto la presidenza di Slobodan Milošević capitolò ed ai rifugiati fu permesso di tornare a casa sotto la protezione dell'ONU. In ogni modo, la guerra aumentò le tensioni e le relazioni tra gli slavo-macedoni ed i macedo-albanesi divennero tese.

## Primi anni del XXI secolo
Nella primavera del 2001 alcuni ribelli di etnia albanese, chiamatisi Esercito di Liberazione Nazionale (alcuni dei quali erano ex membri dell'Esercito di Liberazione del Kosovo) ricorsero alle armi nella parte occidentale della Repubblica di Macedonia. Essi chiedevano che la costituzione venisse riscritta per assicurare all'etnia albanese alcuni diritti come quelli linguistici. I guerriglieri ricevettero supporti dagli albanesi del Kosovo controllato dalla NATO. Il combattimento si concentrò soprattutto a Tetovo, seconda città del paese, e nei suoi dintorni.
Dopo un provvedimento congiunto NATO-Serbia contro la guerriglia albanese in Kosovo, gli ufficiali dell'Unione europea furono in grado di negoziare un cessate-il-fuoco in giugno. Il governo macedone avrebbe concesso più diritti civili all'etnia albanese ed i guerriglieri avrebbero volontariamente consegnato le armi ai supervisori NATO. L'accordo fu un pieno successo, e nell'agosto 2005, 3 500 soldati NATO requisirono le armi dei guerriglieri. Subito dopo la fine dell'operazione a settembre, l'Esercito di Liberazione Nazionale si dissolse. Le relazioni tra etnie sono notevolmente migliorate, nonostante da entrambe le parti si continuano ad avere scontri di un certo livello diretti soprattutto contro la polizia.
Il 26 febbraio 2004 il Presidente della Repubblica Boris Trajkovski morì in un incidente aereo sul territorio della Bosnia ed Erzegovina. I risultati delle indagini ufficiali rivelarono che la causa dell'incidente erano stati degli errori di procedura dell'equipaggio, commessi durante la procedura d'atterraggio in avvicinamento all'aeroporto di Mostar.
Nel marzo 2004 la Repubblica della Macedonia del Nord presentò una richiesta per diventare membro dell'Unione europea. Il 17 dicembre 2005 la presidenza dell'Unione Europea mise in lista la Repubblica della Macedonia del Nord come un candidato all'accesso. Alla fine del 2006 l'Unione Europea comunicherà la data di inizio dei negoziati d'accesso.
Nell'agosto 2005 la Polonia divenne il 112º paese dei 191 membri totali dell'ONU a riconoscere la Repubblica di Macedonia con il suo nome costituzionale. Un accordo permanente tra Grecia e Repubblica di Macedonia non è stato ancora raggiunto. Ad ogni modo, l'accettazione da parte della Grecia di un nome temporaneo che include il termine Macedonia riflette un'accettazione da parte di Atene di un futuro nome permanente che includa il termine Macedonia. L'ultima proposta pubblicata è stata Republika Makedonija-Skopje (Република Македонија-Скопjе), rigettata però dalla Repubblica di Macedonia. Il mediatore ONU Matthew Nimetz ha proposto un'altra forma alcuni mesi dopo, secondo la quale il nome Republika Makedonija (Република Македонија) dovrebbe essere riconosciuto dai paesi che hanno già riconosciuto il paese con tale nome, e che la Grecia dovrebbe usare la formula Republika Makedonija – Skopje, mentre le istituzioni e le organizzazioni internazionali dovrebbero usare il nome Republika Makedonia traslitterato in alfabeto latino, ma questa proposta è stata rigettata dalla Grecia.
Nel giugno del 2018 è stato trovato un accordo sulla ridenominazione in Macedonia del Nord.
Dal 27 marzo 2020, è membro ufficiale della NATO e nello stesso anno i leader dell'Unione Europea hanno dato approvazione all'inizio del dialogo con il paese per la sua entrata nell'Unione. Tuttavia nel Giugno del 2022, i partiti d'opposizione hanno guidato una grande protesta contro la proposta della Francia riguardo l'entrata della Macedonia nell'Unione Europea, che comunque fù approvata dall'Assemblea Nazionale Macedone. La Commissione Europea ha dichiarato che Skopje non ha effettuato alcun cambiamento costituzionale, lasciando la situazione di fatto stagnante mentre Russia e Cina stanno cercando di aumentare la loro influenza nei Balcani.